# Valschavielkopf

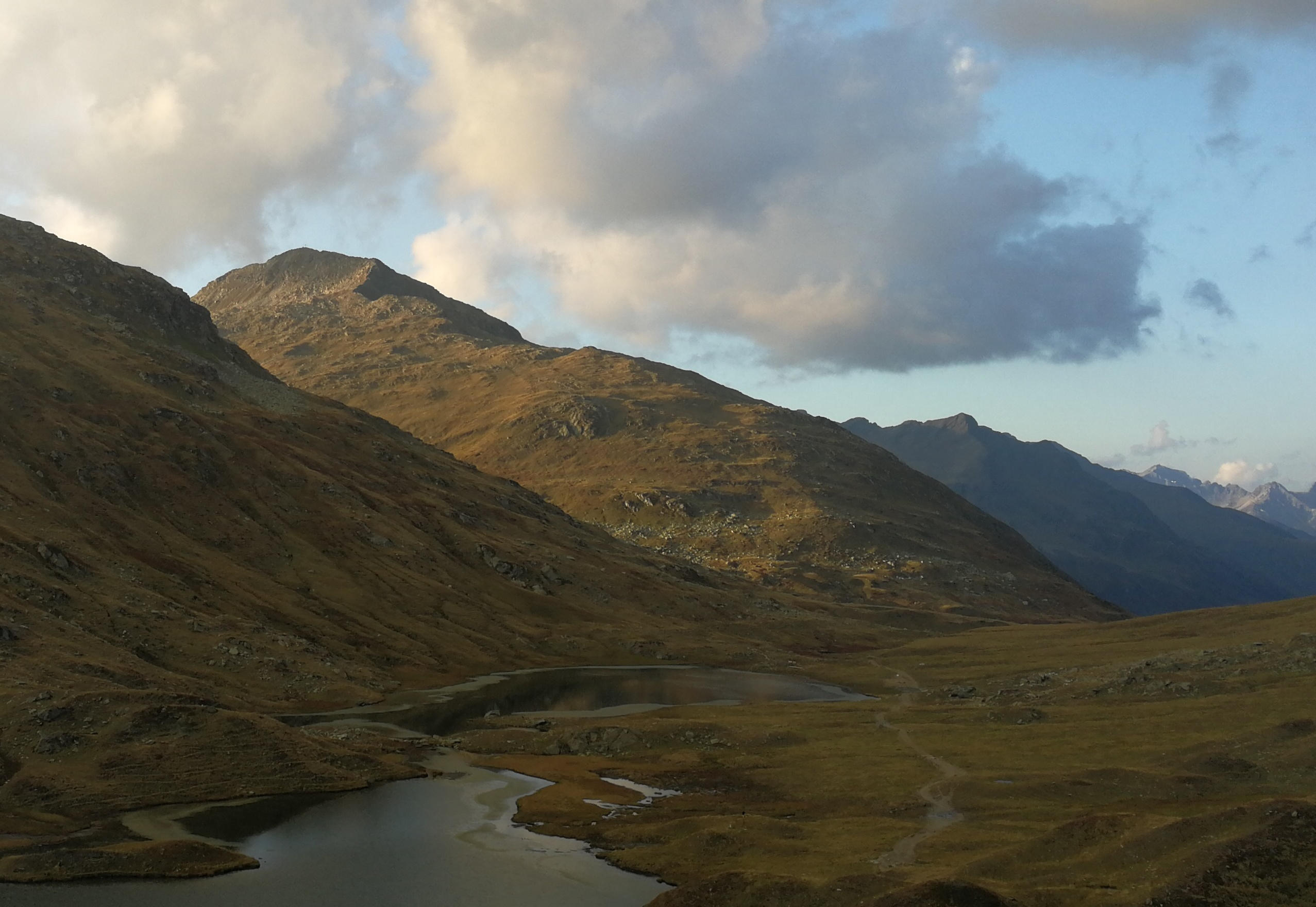
Valschavielkopf von der Heilbronner Hütte aus gesehen, im Vordergrund ist der Scheidsee

Der Valschavielkopf ist ein 2696 m hoher Berg an der Grenze der österreichischen Bundesländer Vorarlberg und Tirol.

## Lage

### Politische Lage
Die Westseite gehört zur Vorarlberger Gemeinde Gaschurn, die Nordseite zur Vorarlberger Gemeinde Silbertal, die Südostseite zur Tiroler Gemeinde St. Anton am Arlberg. Der Gipfel ist der Schnittpunkt der drei Gemeinden.

### Lage nach Gebirgsgruppen
Der Valschavielkopf liegt im Verwallgebirge, am östlichen Ende des Madererkamms. Nach dem Valschavieler Maderer ist er der höchste Berg des Kammes.

### Lage nach Tälern
Nach Südwesten zieht das Valschavieltal, ein rechtes Seitental des Montafons. Die Nordflanke fällt ab ins hinterste Silbertal, ein großes rechtes Seitental des Montafons. Im Südosten liegt das Verwalltal mit der Rosanna.

## Naturschutz
Der Valschavielkopf liegt am östlichen Rand des Europaschutzgebiets Verwall, die Landesgrenze ist zugleich die Grenze des Schutzgebiets.
Der Berg gehört zum Großraumbiotop Inneres Valschavieltal. Pflanzen und Tiere bis zu den Großtieren mit allen für diesen Lebensraum typischen und möglichen Arten kommen hier vor, ausgenommen die ausgerotteten Großraubtiere. Der stark gefährdete Steinadler ist hier Brutvogel und hier hat er auch sein Jagdrevier. Auch das vom Aussterben bedrohte Steinhuhn hat hier einen Lebensraum.

## Wandern
Das Valschavieltal ist touristisch kaum erschlossen, es gibt keine Seilbahnen und keine großen Touristenströme. Der Berg kann über die Tiroler Seite bestiegen werden, der Schwierigkeitsgrad wird mit T3 angegeben. Es ist kein offizieller Wanderweg.